# Stanisław Gzil
Stanisław Gzil (ur. 6 maja 1949 roku w Jaworznie) – były polski piłkarz grający jako napastnik, obecnie trener piłkarski.

## Kariera klubowa
Karierę piłkarską rozpoczynał w miejscowej Azotanii. W 1970 roku został piłkarzem Gwardii Warszawa. W roku 1972 przeszedł do GKS Katowice, a po roku gry w tym klubie został zawodnikiem Górnika Zabrze, gdzie występował do 1979 roku. W roku 1979 wyjechał do Belgii, gdzie grał w Beerschot Antwerpia, Berchem Sport i KVC Westerlo. W 1987 roku zakończył karierę piłkarską.
W reprezentacji Polski zagrał w 1978 roku, w drugiej połowie wygranego 5:2 meczu z Grecją.

## Kariera trenerska
Po zakończeniu kariery piłkarskiej postanowił zostać trenerem. Ukończył szkołę trenerską Belgijskiej Federacji Piłkarskiej. W sezonie 1997/98 zajął z Germinalem Ekeren trzecie miejsce w belgijskiej I lidze. Od 2009 roku jest trenerem R Cappellen FC.